# Witesind de Còrdova
Witesind o Vitesind (Egabrum, actual Cabra, Còrdova, s. IX - Còrdova, 855) fou un cristià mossàrab; mort màrtir, és venerat com a sant per l'Església catòlica.

## Biografia
Witesind fou un cristià mossàrab natural de Cabra que, per temor de les amenaces dels musulmans, abjurà del cristianisme i es convertí a l'islamisme. Temps després, sense que se'n sàpiga el motiu, se'n penedí i tornar a abraçar la fe cristiana, confessant el seu canvi públicament. Acusat de practicar el cristianisme i haver injuriat el profeta Mahoma, fou empresonat, jutjat i, en no voler abjurar de nou de la seva fe, fou condemnat a mort i decapitat el 855 a Còrdova.

## Veneració
Eulogi de Còrdova el cita al seu Memorialis Sanctorum. La festa litúrgica se n'ha celebrat el 15 de maig. És venerat, com els altres Màrtirs de Còrdova a la basílica de San Pedro de Còrdova.